# Поплітник світлощокий
Поплі́тник світлощокий (Cantorchilus superciliaris) — вид горобцеподібних птахів родини воловоочкових (Troglodytidae). Мешкає в Еквадорі і Перу.

## Опис
Довжина птаха становить 14,5 см. Верхня частина голови темно-сірувато-коричнева, плечі і спина рудувато-коричневі, надхвістя більш руде. Махові пера коричневі, поцятковані чорнуватими смужками, хвіст рудувато-коричневий, на хвості чорні смужки. Над очима "брови", через очі ідуть темно-коричневі смуги, щоки охристо-білі. Підборіддя і горло блідо-охристо-білі, нижня частина грудей більш темні, боки охристо-сірі. Очі карі, дзьоб зверху чорний, знизу сірий, на кінці темний, лапи сірі. У представників підвиду C. s. baroni нижня частина спини і надхвістя більш світло-охристі.

## Підвиди
Виділяють два підвиди:
- C. s. superciliaris (Lawrence, 1869) — західний Еквадор (від Манабі до Гуаяса), острів Пуна;
- C. s. baroni (Hellmayr, 1902)[5] — південний захід Еквадору (Ель-Оро, Лоха) і північний захід Перу (на південь до Анкаша).

## Поширення і екологія
Світлощокі поплітники живуть в сухих тропічних лісах, рідколіссях і чагарникових заростях, іноді у вологих тропічних лісах. Зустрічаються парами, на висоті до 1850 м над рівнем моря. Живляться комахами. Гніздо колбоподібне з трубкоподібним входом, розміщується на дереві, на висоті від 1,6 до 3,2 м над землею. В кладці 2-3 яйця. Світлощокі поплітники іноді стають жертвами гніздового паразитизму синіх вашерів, 